# Chirurgie esthétique (South Park)
Pour les articles homonymes, voir chirurgie esthétique.
Chirurgie esthétique (Tom's Rhinoplasty en version originale) est le onzième épisode de la première saison de la série animée South Park. Wendy Testaburger et M. Garrison en sont les principaux personnages.

## Synopsis
M. Garrison doit subir une rhinoplastie et se fait remplacer par la pulpeuse Mlle Ellen (prof Substitue en version québécoise) dont tous les garçons tombent amoureux (notamment Stan). Wendy ne la supporte pas. À la fin, on apprendra qu'elle est une fugitive Irakienne sous une fausse identité. Son véritable nom est Maqesh Alaq Makaraqesh. Elle a été arrêtée pour meurtre par les soldats Irakiens et a été envoyée dans une fusée jusqu'au soleil.